# 鈴木まりえ
鈴木 まりえ（すずき まりえ、1978年（昭和53年）11月15日 - ）は、日本のアイドル、歌手、声優、女優。神奈川県海老名市出身。
Vシネマ「マイティレディ」で主演。
東京都北区・東田端にある「Live Space マリールー」のオーナーでもある
。

## 略歴・人物
- 1978年（昭和53年）神奈川県海老名市に生まれる。
- 1995年（平成7年）一橋大学ミスくにたち小町コンテスト特別賞を受賞。
- 1996年（平成8年）秋からグラビア、TV、ライブ、ラジオを中心に活動。
- 1999年（平成11年）12月1日、Tendaer Green Recordsから「ドレミファソーダで乾杯!」でCDデビュー。同年ソロライブを開始。
- 2002年（平成14年）第17回ミス湘南コンテストでフォトジェニック入賞。
- 2007年（平成19年）11月4日、初のアルバムとなる「乙女塾46 %のロマンス」をリリース。

血液型はA型、身長160cm、体重42kg、B84・W60・H85(cm)、足のサイズは22.5cm。
趣味はサッカー観戦、テレビゲーム、裁縫、特技はバドミントン、書道（九段）。
本人いわく「苺が大好きで毎日苺成分を摂取しないと生きていけない。私の体は苺で出来てる！」というくらい苺好き。
インターネットテレビGyaOのバラエティ番組勝ち抜き!アイドル天国!!ヌキ天出場時、「史上最年長現役アイドル」として紹介された。歌の演出の一環としてマジックもこなす。キャッチフレーズは「魅惑のVライン」。
好きなキャラクターはスヌーピー。部屋にはスヌーピーのぬいぐるみが大量に置かれている（らしい）。
- 2017年（平成29年）海老名オーガニックファーム・ジェイコスから発売されている「いちごシャンプー」のイメージガールに抜擢される。
- 2019年（平成31年)2月　田端駅から徒歩5分の場所に「Live Space マリールー」を開業する。
- 2021年（令和3年）　一般社団法人日本音楽会場協会の副理事長に就任する[3]。

## ディスコグラフィー

### CD

#### シングル
1. 「ドレミファソーダで乾杯!」1999年12月1日 (Tendaer Green Records)
2. 「初恋宣言」2000年7月
3. 「ANGEL TEAR〜ずっとあなたと…」2003年1月30日
4. 「こ・ん・な女の子」(中嶋美智代カバー)2005年1月30日
5. 「ウイリアムテル / 129〜マリエックスのテーマ〜」2006年5月7日
6. 「Pure Pure Magic / ANDROID」2007年4月29日
7. 「ラムのラブソング」(松谷祐子カバー)2007年7月29日
8. 「EQUALロマンス」(CoCoカバー)2007年9月30日
9. 「陽春のパッセージ」(田中陽子カバー)2008年3月30日
10. 「アチチッチ」(高橋由美子カバー)2008年5月4日
11. 「天使のボディガード」(ゆうゆ with おニャン子クラブカバー)2008年6月29日
12. 「Strawberry Kiss」2008年11月30日
13. 「青空のカウントダウン」(Fairy Taleカバー)2009年4月5日
14. 「私はいちごでできている」2009年5月9日
15. 「お先に失礼」(おニャン子クラブカバー)2009年8月30日
16. 「恋のドレミファインバータ／海老名のとん串が食べたくなる歌(神奈川B級グルメ金賞海老名のとん串テーマソング)」2009年11月15日
17. 「約束の赤いりぼん」2010年8月29日
18. 「学ランキッス」2011年3月13日
19. 「稲妻パラダイス」2011年5月29日
20. 「PEACE BOMBER」(高橋由美子 カバー)2011年8月21日
21. 「ロマンの騎士」(姫乃樹リカ カバー)2011年11月13日
22. 「みんな大丈夫」(CoCoカバー)2012年3月4日
23. 「Ayumi」(小林あゆみ公式応援ソング)2012年5月6日
24. 「夏空の奇跡」(葉山奈美カバー)2012年7月29日
25. 「Sagamitic train」2012年11月11日
26. 「恋のスプリングポイント」2013年8月25日
27. 「あなたとスイッチバック」2013年11月10日
28. 「恋のストロベリーマシンガン」2014年3月30日
29. 「Strawberry Diamond」2014年8月31日
30. 「Magical Strawberry」2014年11月15日
31. 「ストロベリーツインテール」2015年3月29日
32. 「池上線」(西島三重子カバー)2015年7月11日
33. 「ハートだけがUNIVERSE」(ribbonカバー)2015年8月30日
34. 「君を行く」(CoCoカバー)2015年9月27日
35. 「わんたふるにゃんだふる」2015年11月15日
36. 「背中越しにセンチメンタル」(宮里久美カバー)2015年12月27日
37. 「姫様ズームイン」(森川美穂カバー)2016年2月28日
38. 「Strawberry Lip」2016年4月24日
39. 「コンプレックスBANZAI!!」(浅香唯カバー)2016年7月9日
40. 「BlueBlue Strawberry」 2016年7月31日
41. 「Strawberry Attack!!」 2016年8月28日
42. 「Strawberry Circus」   2016年9月25日
43. 「STRAWBERRY MUSIC」    2016年12月25日
44. 「Strawberry island」   2017年5月28日
45. 「ドリームドリームドリーム」(岩井小百合 カバー)2017年6月25日
46. 「NO WONDER」(松本典子 カバー)2017年7月30日
47. 「苺一会」2017年8月27日
48. 「glamorousberry」2018年2月25日
49. 「恋してパレオエクスプレス」2018年5月19日
50. 「猫舌ダーリン」　2018年8月9日
51. 「STRAWBERRY FIGHTER Ⅱ」　2018年12月30日
52. 「あなたに捧げるロマンス」2019年5月26日
53. 「ハートをWASH!」(永井真理子 カバー) 2019年12月31日
54. 「IT'S ME」(北岡夢子 カバー) 2020年11月15日
55. 「まりえ伝説」2022年4月29日
56. 「レコメンド！鬼パーセント！」(レコメンド星子 with サブカル好き好きガールズ カバー) 2023年4月29日

#### アルバム
1. 「乙女塾46 %のロマンス」2007年11月04日
2. 「STRAWBERRY☆ROCK'N'ROLL」 2016年11月13日
3. 「Strawberry Shampoo」 2017年11月05日
4. 「Ani-Song Acoustic Live 2018」 2018年10月4日
5. 「The-CoCo」(CoCoカバー) 2019年11月10日

#### 応援歌
- 「B'spirit to the dream」- 湘南ベルマーレ応援歌（藤原一晴プロデュース）

## 声優
- 東京ディズニーランド20周年ハロウィンパレード 2003年秋

## 出演

### テレビ
- 「スキヤキ!!ロンドンブーツ大作戦」（テレビ東京）
- 「稲妻ロンドンハーツ」（テレビ朝日）
- 「これであなたもブログ通」（2006年3月、NHK） - 再現VTR：伊藤里美 役（主演）
- 「地下アイドルのすすめ」（MONDO TV）
- 「有吉反省会スペシャル」（2013年9月28日、日本テレビ）
- 「YOUは何しに日本へ?」（2016年7月11日、テレビ東京）
- 「TheオーディションLive」（2017年8月19日・26日、千葉テレビ）

### ラジオ
- メディアプラザFM（1996年 - 1997年、TBSラジオ） - DJ（レギュラー）

### 舞台・ミュージカル
- 恵比寿エコー劇場(1998年8月）
- 下北沢OFF・OFFシアター(2003年2月）
- 「ケナフ2003 環境庁ミュージカル」（2003年8月、平塚市民センター/世田谷区民会館)

### イベント

#### 学園祭・まつり
- 明治大学学園祭
- 明治大学生田寮祭
- 湘南ベルマーレワンダーランド（2003年[4]・2005年・2006年）
- 第53回湘南ひらつか七夕まつり
- 日産遊とぴあ2004
- 2006ルネッサンス祭
- 第56回湘南ひらつか七夕まつり
- 鈴木まりえ & えび～にゃショー（2014年3月2日、サンリオピューロランド）
- 秩父鉄道「わくわく鉄道フェスタ 2018」（2018年5月19日）
- えびな市民まつり メインステージ （2018年7月22日）
- 第二回 おもいで祭りえビなつ 海老名西口 （2018年8月23日）
- 第8回 海老名商工フェア              （2018年10月14日）
- ハロウィンフェスタ in エビナ      （2018年10月28日）
- 秩父鉄道「わくわく鉄道フェスタ 2019」（2019年5月18日）
- 小田急電鉄「鉄道バラエティショー」（2019年5月26日）
- 神奈川県内広域水道企業団「みずきフェスタ2019」（2019年6月1日）
- 第三回 おもいで祭りえビなつ 海老名西口（2019年8月24日）
- えびなEXPOほっとフェスタ（2019年11月24日）

#### コンテスト
- 一橋大学ミスくにたち小町コンテスト特別賞（1995年）
- mksカラオケクィーンコンテストグランプリ（1999年）
- 第17回「ミス湘南コンテスト」フォトジェニック入賞（2002年）
- ミス鈴木本選　2016年2月10日

## 出版物

### 写真集
- 「イブニング娘」1998年
- 「美少女アルバムVol.10 シークレットアイドル 鈴木まりえ / 秋野ひとみ写真集」2000年1月25日 心交社 藪下修撮影
- 「まりえ伝説」2018年11月11日

### Vシネマ
- 「援助交際」（通行人役）1997年
- 「マイティレディ」（主演）2004年

### イメージビデオ・DVD
- 「スゥィートミックスパイはいかが」1998年
- 「平成女学園」2000年
- 「Visual Box Vol.4 ブリーチ・ザ・アイドル」2005年12月21日 日本デジタルコミュニケーションズ ASIN B000C1YZT4
- 「BlueBlue Strawberry」2016年12月31日
- 「Strawberry Circus LIVE」2017年8月11日
- 「Strawberry island」2017年10月29日
- 「2017年 鈴木まりえ お誕生日GIG 上巻」2018年1月28日
- 「2017年 鈴木まりえ お誕生日GIG 下巻」2018年2月24日
- 「2017年 鈴木まりえ お誕生日GIG 最終巻」2018年3月25日
- 「2017年 鈴木まりえ お誕生日GIG 番外編」2018年4月29日
- 「STRAWBERRY MUSIC LIVE」2018年8月09日
- 「glamorousberry LIVE」2018年12月30日
- 「マリールー放送局」2022年12月11日